# Dietrich Sürenhagen
Dietrich Sürenhagen (* 12. Mai 1945 in Flensburg) ist ein deutscher Vorderasiatischer Archäologe.
Dietrich Sürenhagen wurde 1974 an der Freien Universität Berlin mit der Arbeit Untersuchungen zur Keramikproduktion innerhalb der spät-urukzeitlichen Siedlung Ḥabūba Kabira-Süd in Nordsyrien promoviert. 1991 wurde er als Nachfolger von Volkert Haas auf die Professur für Archäologie der altmediterranen Kulturen und ihrer Beziehungen zur vorderasiatisch-ägyptischen Welt an der Universität Konstanz berufen. Hier lehrte er bis zu seiner Pensionierung 2009. Nachfolger wurde Stefan R. Hauser. 
Sürenhagen beschäftigt sich vorwiegend mit den Kulturen der Hethiter und Mesopotamiens, arbeitete aber auch beispielsweise am Corpus der minoischen und mykenischen Siegel mit. Bei Notgrabungen in Tall Ahmad al-Hattu im Irak 1978 bis 1980 und bei der Notgrabung in Tall Mulla Matar in Syrien 1989 der Deutschen Orientgesellschaft – beide waren aufgrund von Staudammprojekten notwendig geworden – war Sürenhagen der Leiter der Ausgrabungen. Von 1993 bis 2000 leitete er dann die Ausgrabungen im syrischen Tell Djinderis (Tel Genderis; Gindaros).

## Schriften
- Keramikproduktion in Ḥabūba Kabira-Süd. Untersuchungen zur Keramikproduktion innerhalb der spät-urukzeitlichen Siedlung Ḥabūba Kabira-Süd in Nordsyrien, Hessling, Berlin 1978, ISBN 3-7769-0190-X
- Untersuchungen zur relativen Chronologie Babyloniens und angrenzender Gebiete von der ausgehenden ʿUbaidzeit bis zum Beginn der Frühdynastisch-II-Zeit 1. Studien zur Chronostratigraphie der südbabylonischen Stadtruinen von Uruk und Ur, Heidelberger Orientverlag, Heidelberg 1999, ISBN 3-927552-35-6 (Heidelberger Studien zum alten Orient, Band 8)
- Herausgeber mit Paul Åström: Periplus. Festschrift für Hans-Günter Buchholz zu seinem achtzigsten Geburtstag am 24. Dezember 1999. Åström, Jonsered 2000, ISBN 91-7081-101-6
- „Das soll Dir unter Eid gelegt sein.“ Königliche Vorschriften für hethitische Eliten, Kulturwissenschaftliches Forschungskolleg der Universität Konstanz, Konstanz 2005 (Diskussionsbeiträge des Kulturwissenschaftliches Forschungskolleg, SFB 485 Norm und Symbol. Die Kulturelle Dimension Sozialer und Politischer Integration, Universität Konstanz, Nummer 55)

| Personendaten    | Personendaten                                              |
| ---------------- | ---------------------------------------------------------- |
| NAME             | Sürenhagen, Dietrich                                       |
| KURZBESCHREIBUNG | deutscher Vorderasiatischer Archäologe und Hochschullehrer |
| GEBURTSDATUM     | 12. Mai 1945                                               |
| GEBURTSORT       | Flensburg                                                  |